# Arhythmacanthidae
Famille
Les Arhythmacanthidae forment une famille d'acanthocéphales.

## Liste des sous-familles
Selon ITIS (27 avr. 2010), la famille des Arhythmacanthidae comprend 3 sous-familles :
- Arhythmacanthinae Yamaguti, 1935
- Neoacanthocephaloidinae Golvan, 1960
- Paracanthocephaloidinae Golvan, 1969

## Liste des genres
En 2018, ITIS considère les 3 sous-familles non valides et les remplace par les genres suivants :
- Acanthocephaloides Meyer, 1932
- Bolborhynchoides Achmerov & Dombrovskaja-Achmerova, 1959
- Breizacanthus Golvan, 1969
- Euzetacanthus Golvan & Houin, 1964
- Heterosentis Van Cleave, 1931
- Hypoechinorhynchus Yamaguti, 1939
- Paracanthocephaloides Golvan, 1969
- Solearhynchus de Buron & Maillard, 1985
- Spiracanthus Muñoz & George-Nascimento, 2002